# Кашалакбаш
Кашалакба́ш (рос. Кашалакбаш, башк. Кәшәләкбаш) — хутір у складі Ішимбайського району Башкортостану, Росія. Входить до складу Байгузінської сільської ради.
Населення — 58 осіб (2010; 45 в 2002).
Національний склад:
- росіяни — 60%